# Die Frau in Versuchung
Die Frau in Versuchung ist ein deutscher Stummfilm aus dem Jahre 1924. Unter der Regie von Siegfried Philippi spielten Alfred Abel, Sascha Gura und Claire Rommer die Hauptrollen. Die Geschichte basiert auf dem Roman “Die Romanfigur” von Paul Franck.

## Handlung
Der junge, adrette Heinrich Höther ist ein kleiner Bankangestellter, der sich in die Stenotypistin Else verliebt hat. Eigentlich würde er sie gern heiraten, doch da läuft ihm eines Tages die sehr viel mondänere Schauspielerin Eva Loray über den Weg, und schon ist es um ihn geschehen. Er bekommt diese neue Bekanntschaft nicht mehr aus dem Kopf und scharwenzelt fortan so oft wie nur irgendwie möglich um die kokette junge Dame herum. Heinrich verlässt seinen Arbeitsplatz und vernachlässigt seine eigentliche Herzdame Else. Heinrich glaubt sich derlei Sperenzchen auch finanziell leisten zu können, hat er doch vor kurzen eine beträchtliche Erbschaft gemacht, von der ihm bereits ein erkleckliches Sümmchen ausgezahlt wurde. Höther ahnt nicht, dass dahinter der zu allerlei Scherzen aufgelegte, steinreiche Albert Unna steckt, ein Exzentriker, der sich selbst in die Schauspielerin verguckt hat.
Mit dieser neckischen Idee will er Eva nämlich auf die Probe stellen und sehen, ob sie ihm treu bleiben kann, wenn die Verlockungen des Geldes in den Händen eines jüngeren und attraktiven Mannes rufen. Dann aber überkommen Unna erstens die Eifersucht und zweitens Zweifel, ob dies mit der angeblichen Erbschaft wirklich eine so gute Idee war. Damit ihm der kleine Ex-Banker nicht womöglich seine Eva doch noch wegschnappt, sperrt Unna sogleich den Geldhahn wieder zu und lässt Heinrich die restliche „Erbschaft“ nicht mehr ausbezahlen. Darüber derart erbost, versucht Nöther nunmehr ein „Attentat“ auf seinen Geldgeber Unna, das misslingt. Nöther muss vor Gericht, während sich der düpierte Albert Unna in eine schwere Krankheit flüchtet. Dennoch rafft er sich dazu auf, vor Gericht die ganze Wahrheit über Sinn und Zweck seiner Scharade auszusagen. Heinrich Höther kehrt nach seinem Freispruch sowohl reumütig zu seiner Else als auch an seinen Arbeitsplatz in der Bank zurück.

## Produktionsnotizen
Die Frau in Versuchung ist aller Wahrscheinlichkeit nach die Neufassung eines Films, der im Juni 1924 als Das Spiel mit dem Schicksal (1931 Meter Länge, sechs Akte) erstmals zensuriert worden war. Beide Filme besitzen exakt dieselbe Besetzung. Die Frau in Versuchung passierte in gekürzter Fassung (1676 Meter Länge, verteilt auf fünf Akte) die Filmzensur am 29. August 1924 und fand bald darauf den Weg in die Kinos.
Die Filmbauten entwarf Robert A. Dietrich.